# Мейсон (округ, Вашингтон)
Округ Мейсон (англ. Mason County) — округ штата Вашингтон, США. Население округа на 2000 год составляло 49405 человек. Административный центр округа — город Шелтон.

## История
Округ Мейсон основан в 1854 году.

## География
По данным Бюро переписи США, общая площадь округа равняется 2722,093 км2, из которых 2483,812 км2 суша и 238,280 км2 или 8,7% это водоёмы.

## Население
По данным переписи населения 2000 года в округе проживает 49 405 жителей в составе 18 912 домашних хозяйств и 13 389 семей. Плотность населения составляет 20,00 человек на км2. На территории округа насчитывается 25 515 жилых строений, при плотности застройки около 10-ти строений на км2. Расовый состав населения: белые — 88,46 %, афроамериканцы — 1,19 %, коренные американцы (индейцы) — 3,72 %, азиаты — 1,05 %, гавайцы — 0,45 %, представители других рас — 2,10 %, представители двух или более рас — 3,03 %. Испаноязычные составляли 4,78 % населения независимо от расы.
В составе 28,90 % из общего числа домашних хозяйств проживают дети в возрасте до 18 лет, 56,90 % домашних хозяйств представляют собой супружеские пары проживающие вместе, 9,20 % домашних хозяйств представляют собой одиноких женщин без супруга, 29,20 % домашних хозяйств не имеют отношения к семьям, 23,30 % домашних хозяйств состоят из одного человека, 9,90 % домашних хозяйств состоят из престарелых (65 лет и старше), проживающих в одиночестве. Средний размер домашнего хозяйства составляет 2,49 человека, и средний размер семьи 2,89 человека.
Возрастной состав округа: 23,50 % моложе 18 лет, 7,70 % от 18 до 24, 26,50 % от 25 до 44, 25,80 % от 45 до 64 и 25,80 % от 65 и старше. Средний возраст жителя округа 40 лет. На каждые 100 женщин приходится 107,00 мужчин. На каждые 100 женщин старше 18 лет приходится 107,30 мужчин.
Средний доход на домохозяйство в округе составлял 39 586 USD, на семью — 44 246 USD. Среднестатистический заработок мужчины был 37 007 USD против 25 817 USD для женщины. Доход на душу населения составлял 18 056 USD. Около 8,80 % семей и 12,20 % общего населения находились ниже черты бедности, в том числе — 17,30 % молодёжи (тех, кому ещё не исполнилось 18 лет) и 4,90 % тех, кому было уже больше 65 лет.